# Hephata (Schwalmstadt)

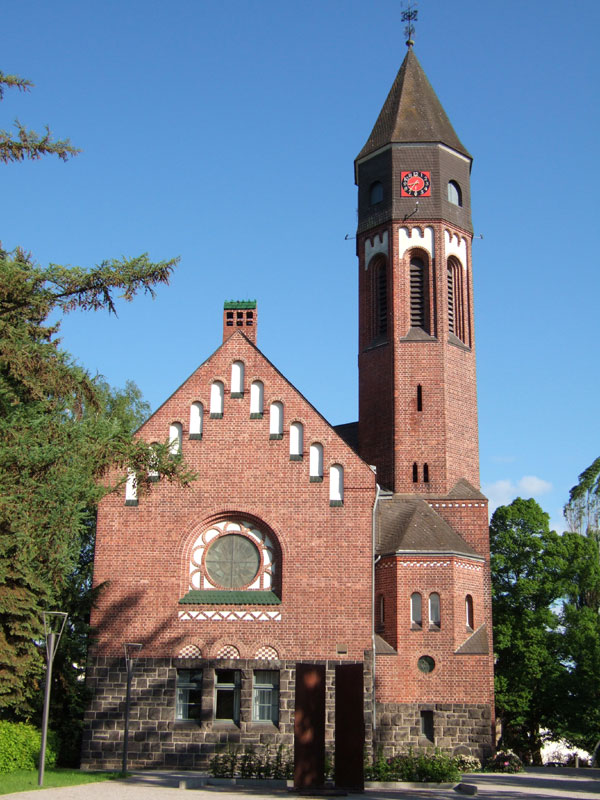
Kirche und Mahnmal in Hephata, Schwalmstadt

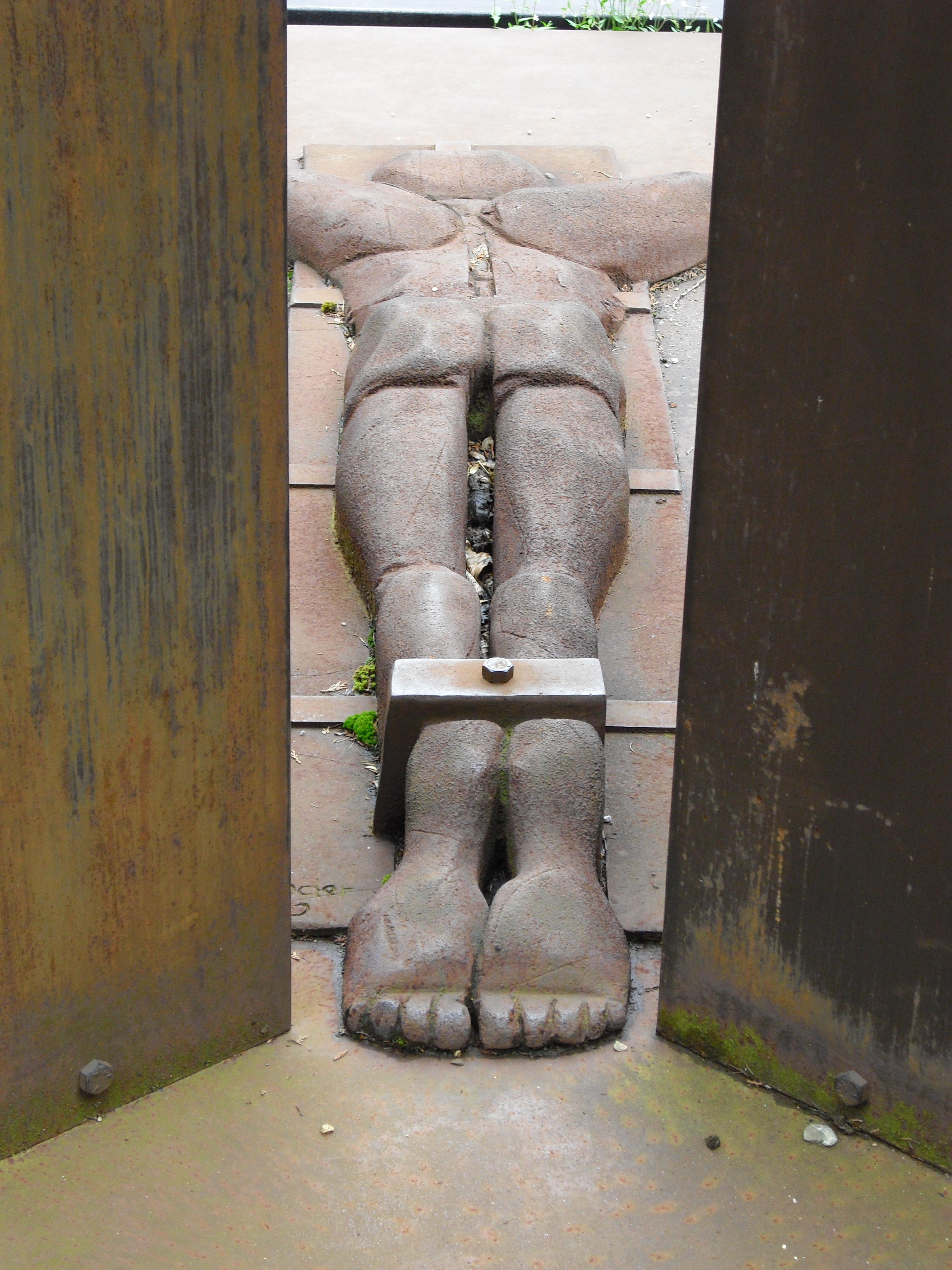
Mahnmal zur Erinnerung an die in der NS-Zeit getöteten Einwohner Hephatas

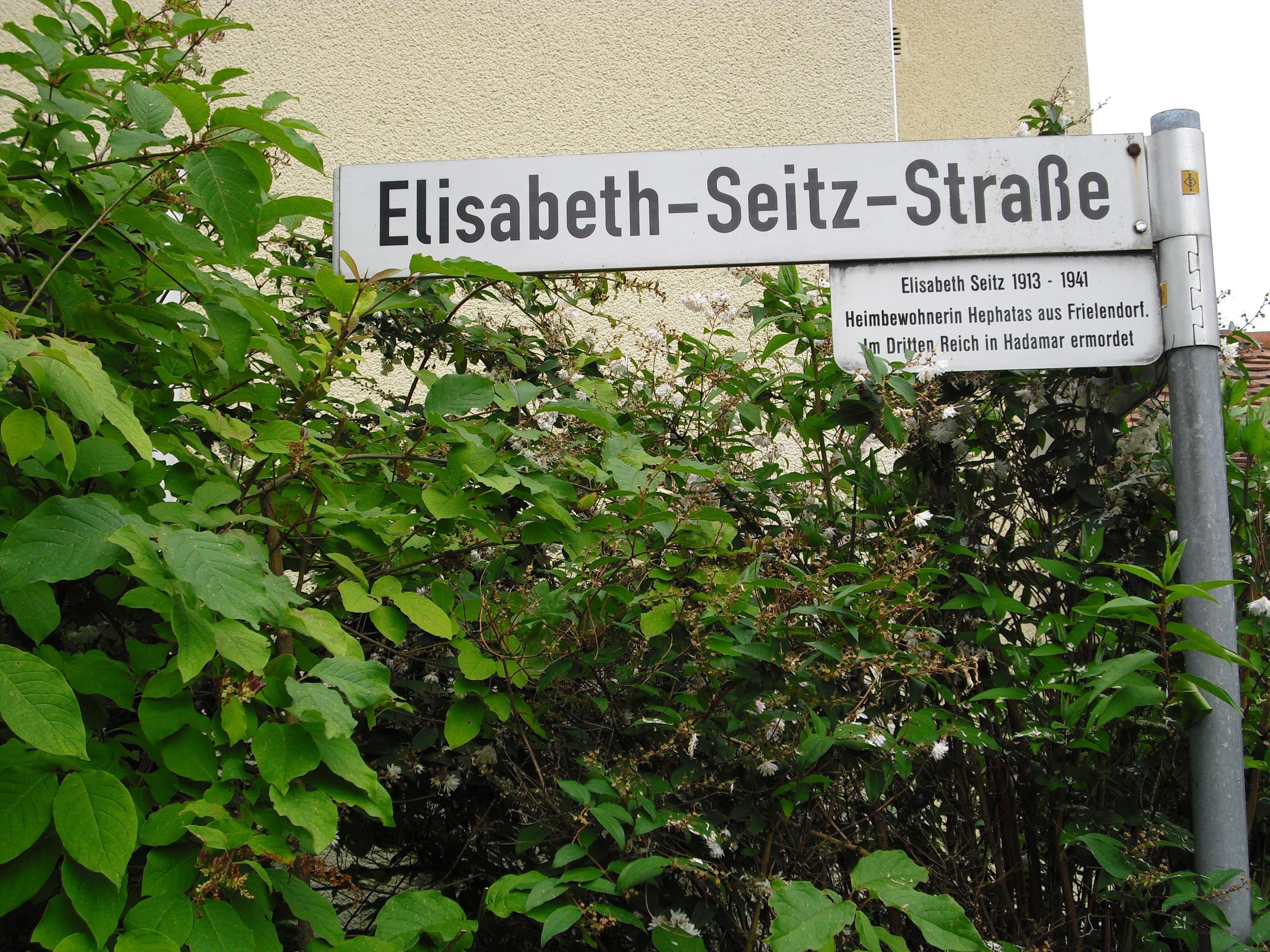
Straßenschild auf dem Hephatagelände – Es erinnert an Elisabeth Seitz, die in Hadamar getötet wurde

Hephata Hessisches Diakoniezentrum e. V. ist eine Einrichtung der Diakonie in Schwalmstadt-Treysa. Dort werden Menschen in den Bereichen Behindertenhilfe (für Menschen mit unterschiedlichen Behinderungen), Jugendhilfe, Altenhilfe, Sozialpsychiatrie, Suchthilfe, Wohnungslosenhilfe, Neurologische Klinik und der Akademie für soziale Berufe betreut, gefördert und ausgebildet. In den letzten Jahrzehnten wurde ein Netz differenzierter Dienstleistungen in Hessen, Thüringen und Nord-Bayern aufgebaut. Sitz der Hephata Diakonie ist Schwalmstadt.
Hephata geht zurück auf ein aramäisches Wort und bedeutet Tue dich auf. Nach Markus 7,34  sagte Jesus dieses Wort zu einem Mann, der taub und stumm war, um ihn zu heilen.

## Tätigkeitsbereiche
Hephata erbringt ihre Leistungen in den Bereichen der Jugendhilfe und der Behindertenhilfe, in der Rehabilitation Suchtkranker sowie in den Bereichen Psychiatrie und Neurologie. Die Hephata Diakonie ist außerdem aktiv in der Heilpädagogik, der Wohnungslosenhilfe, in der Pflege und Betreuung von Senioren und in Förderschulen und der beruflichen Bildung.
Die Einrichtung beschäftigt 3118 Menschen, davon 2235 Frauen und 865 Männer.

### Behindertenhilfe
Seit dem Ende des 19. Jahrhunderts werden Menschen mit Behinderung in der Einrichtung in Wohneinrichtungen und Werkstätten unterstützt. Während die Menschen in früheren Zeiten überwiegend im Zentralbereich der Einrichtung wohnten und arbeiteten, leben sie heute vielfach in Außenwohngruppen und im Betreuten Wohnen in der Stadt und der Region. Infolge des bereits laufenden Prozesses der Dezentralisierung werden weitere folgen.

### Hephata Akademie für soziale Berufe
Die Hephata Akademie ist die staatlich anerkannte Bildungsstätte für soziale und pflegerische Berufe. Hier werden Pflegefachleute, Gesundheits- und Krankenpflegehelfer, Erzieher, Heilerziehungspfleger, Diakone und Heilpädagogen auf Fachschul- und Fachhochschulniveau ausgebildet. In Kooperation mit der Evangelischen Hochschule Darmstadt kann man am Standort Hephata Soziale Arbeit studieren. Berufstätige aus der Einrichtung können sich ebenso wie Interessierte von außerhalb fort- und weiterbilden. Außerdem werden Fachtagungen zu Themen aus dem sozialen Bereich veranstaltet.
Die Akademie pflegt eine internationale Partnerschaft zur I.R.T.S in Lille (Institute Régional du Travail Social).

### Förderschule Hephata
Die Förderschule Hephata ist als überregionales Beratungs- und Förderzentrum tätig; sie befindet sich in Trägerschaft der Hephata Diakonie und umfasst Schulen für Erziehungshilfe, Lernhilfe, Praktisch Bildbare, Kranke und Körperbehinderte. Zugehörig ist zudem die Friedrich-Trost-Schule als Berufsschule für Praktisch Bildbare, Körperbehinderte, für Lern- und Erziehungshilfe.

### Anhängerbau und -verleih
Es werden Pkw-Anhänger sowohl für Privat- als auch Gewerbekunden gebaut, verkauft und verliehen.

In der Metallwerkstatt werden Anhänger von der Schweißkonstruktion bis zur Endmontage selbst hergestellt. 
Es werden sowohl Einachser als auch Tandemanhänger angeboten. Die Kastenaußenmaße der kleinsten Standardmodelle liegen bei 2080 mm × 1130 mm × 400 mm. Die größten Tandemanhänger werden standardmäßig mit Kastenaußenmaßen bis zu 3000 mm × 1500 mm × 400 mm angeboten; auf Anfrage gibt es auch weitere Größen.

## Geschichte
Die Geschichte der Einrichtung geht zurück in die Mitte des 19. Jahrhunderts. Im Jahr 1864 gründete Franz von Roques, Pfarrer und Metropolitan, in Treysa das Kurhessische Diakonissenhaus, das seinen Hauptsitz später nach Kassel verlegte. Im Jahr 1901 wurde das Hessische Brüderhaus als Ausbildungsstätte für Diakone durch Pfarrer Hermann Schuchard im ehemaligen Mutterhaus des Kurhessischen Diakonissenhauses eingerichtet.
Im Jahr 1926 besuchte der österreichische Schriftsteller Joseph Roth die Einrichtung.
Auch aus Hephata wurden während des Dritten Reichs Menschen mit kognitiven und körperlichen Behinderungen im Rahmen der Aktion T4 zuerst in andere Einrichtungen verlegt und später unter anderem in der NS-Tötungsanstalt Hadamar getötet. Mit der Errichtung eines Mahnmals vor der Hephata-Kirche erinnert die Einrichtung an die Opfer und bekennt sich zu ihrer Verantwortung.
1945 wurde bei der Kirchenkonferenz von Treysa, die in Hephata tagte, die Evangelische Kirche in Deutschland und das Evangelische Hilfswerk, eine Vorläuferorganisation des Diakonischen Werks, gegründet.
Nach dem Zweiten Weltkrieg litt die Heimerziehung in Hephata unter den miserablen Finanzierungs- und Personalbedingungen und einem repressiven Erziehungsideal der damaligen Zeit.
15 ehemalige Heimkinder, die zwischen den Jahren 1950 bis 1970 in Einrichtungen des damaligen Hephatas lebten, erhoben 2010 massive Vorwürfe gegen die damalige Heimerziehung.
Die Vorwürfe umfassen Gewalt als Mittel zur Erziehung, in Form von Schlägen und Einsperren. Jugendliche seien zudem ohne Entlohnung zur Arbeit eingesetzt worden.
In einer Untersuchung des Medizinhistorikers Volker Roelcke an rund 2000 Akten von Patienten und „Pfleglingen“ Hephatas aus den 1950er bis 70er Jahren wurde festgestellt,
dass Willi Enke, der bis 1963 Chefarzt Hephatas gewesen ist, aus reinem Forschungsinteresse Patienten eine so genannte PEG zugefügt hat, ohne dass es dafür eine medizinische Indikation gegeben hätte. Auch Enkes Nachfolger Werner Grüter (von 1963 bis 1968) hat demnach die PEG teilweise zu Forschungszwecken angewendet.

## Diakonische Gemeinschaft
Bis heute sind Diakone und der Kirche verbundene Mitarbeiter in der Diakonischen Gemeinschaft Hephata organisiert. Von der Gemeinschaft gehen Impulse zur Wahrnehmung des diakonischen Auftrages und zum spirituellen Leben in Hephata und an den Einsatzstellen der Mitglieder aus.

## Sonstiges

### Farbenhaus
Im Farbenhaus gestalten Menschen mit Behinderung zusammen mit Menschen ohne Behinderung Kunstwerke und malen Bilder. Ihre Kunst fand in hessenweiten Ausstellungen (unter anderem im LWV Hessen und im Flughafen Frankfurt) große Beachtung.

### Musik
Musik spielt in der Einrichtung eine große Rolle. In der Kirchengemeinde ist eine Kantorin eingestellt, die unter anderem einen Handglocken-Chor leitet. Die Band Jukas spielt Coverversionen bekannter Hits und eigene Lieder mit deutschen Texten. Die Band Katrin und die Quietschboys treten bundesweit ebenfalls mit Coverversionen von Rock-’n’-Roll-Liedern auf.

### Schlaflabor
Das erste Schlaflabor in Deutschland wurde Anfang der 1970er Jahre in der Neurologischen Klinik des Hessischen Diakoniezentrums Hephata eröffnet. Hier hatte bis 2015 auch die Deutsche Gesellschaft für Schlafforschung und Schlafmedizin (DGSM) ihren Sitz.

### Festtage
Regelmäßig am zweiten Wochenende im September werden die Hephata-Festtage gefeiert. Hier stellen sich die verschiedenen Bereiche der Einrichtung vor, daneben sind unter anderem der Festtagsmarkt und ein integratives Zeltlager, bei dem Menschen aus Hephata und Gäste von außerhalb drei Tage gemeinsam leben und feiern, feste Bestandteile des Programms. Etliche Aktionskünstler, Theater- und Musikgruppen, deren Repertoire von Volksmusik über Schlager bis Pop und Rock reicht, treten auf. Im Abschlusskonzert haben traditionell bekannte Showgrößen ihren Auftritt, die auch gleichzeitig die Schirmherrschaft der Veranstaltung innehaben. 2007 übernahm Roberto Blanco diesen Part, 2008 traten das Duo Astrid und Freddy Breck (bei einem seiner letzten Gastspiele) auf. Auch in den Folgejahren konnten bekannte Größen aus der Musikbranche für diesen Part gewonnen werden, darunter auch das Pop-Duo Glasperlenspiele, die Schlager-Boygroup Feuerherz sowie Sängerin und Liedtexterin Ella Endlich.